# Genuesische Weltkarte

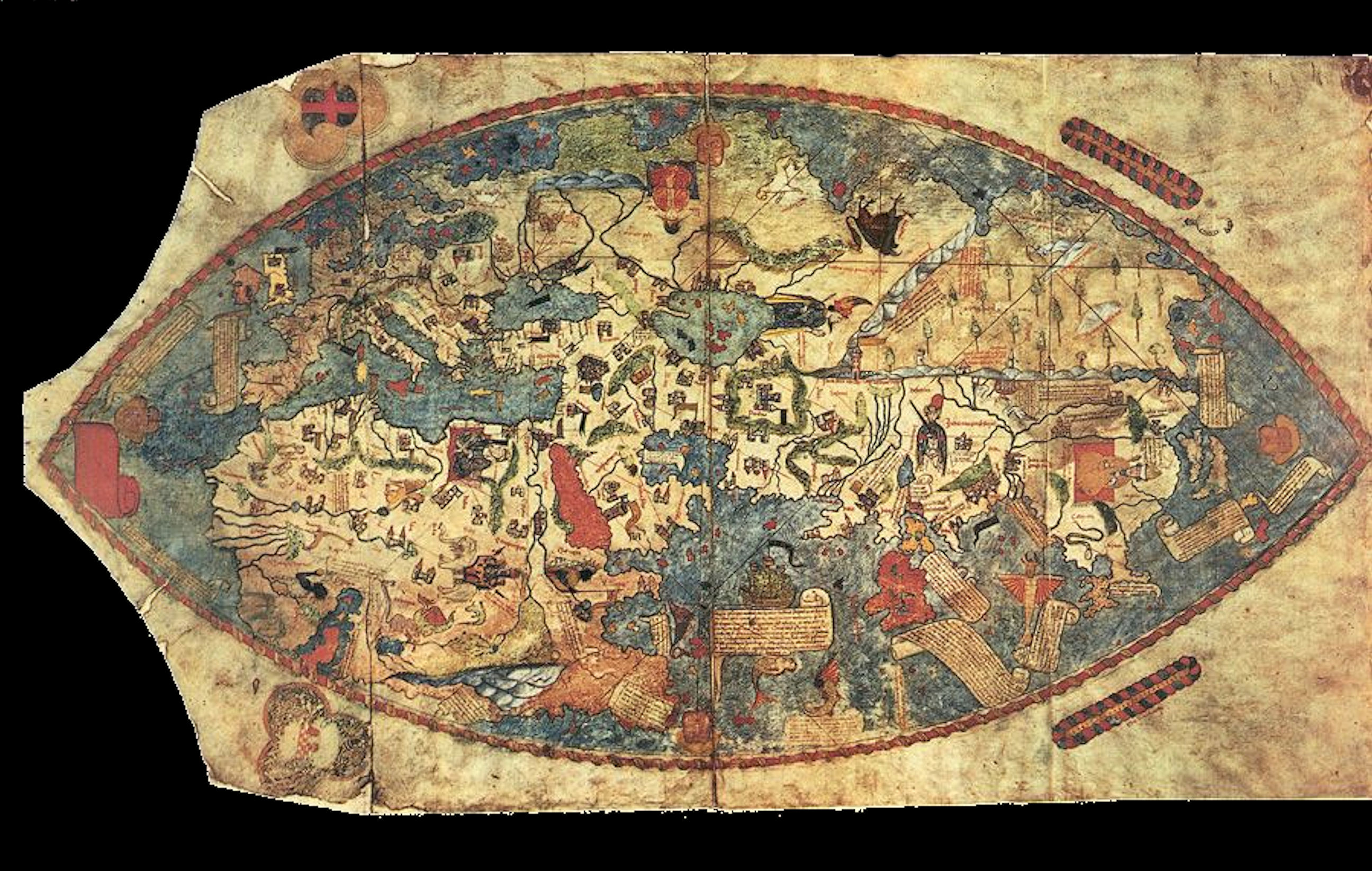
Genuesische Weltkarte

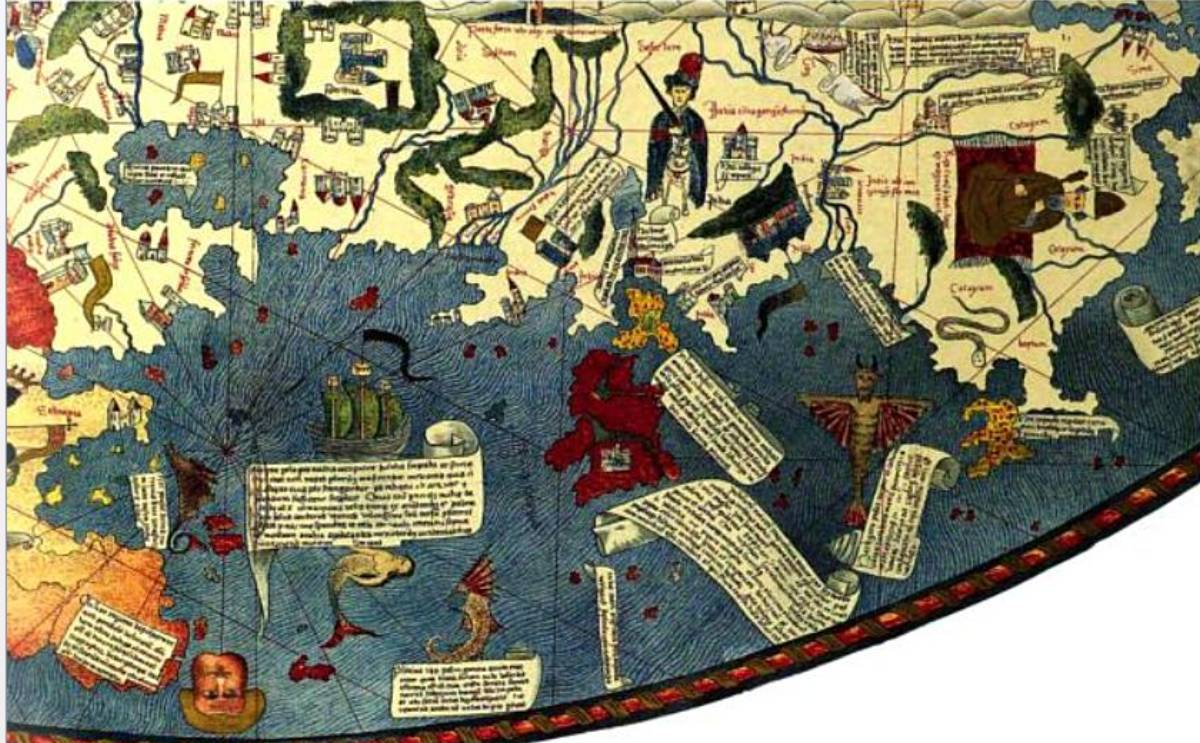
Indischer Ozean Bestandteil der Genuesischen Weltkarte

Die Genuesische Weltkarte oder Genuesische Karte ist eine ovale Weltkarte aus dem Jahre 1457. Ihr Autor ist unbekannt. Die Karte beruht vermutlich überwiegend eher auf den Reiseberichten des Niccolo di Conti, denn auf denen des Marco Polo. Sie entspricht in ihrer Modernität der Karte des Fra Mauro oder übertrifft diese womöglich, aufgrund gut gelungener Darstellung der Kontinente. Die Karte zeigt überdies ein dreimastiges europäisch aussehendes Schiff im Indischen Ozean, wobei es sich nicht um eine Abbildung tatsächlicher Gegebenheiten jener Zeit handeln dürfte.
Eine genuesische Flagge in der oberen nordwestlichen Ecke der Karte stellt den Ursprung dieser Karte dar, zusammen mit dem Wappen der Spinolas, einer prominenten genuesischen Kaufmannsfamilie.
Die Karte ist jetzt im Besitz der italienischen Regierung und befindet sich in der Biblioteca Nazionale Centrale von Florenz.
Gerda Brunnlechner vertritt die These, die Karte sei nach dem vierfachen Schriftsinn lesbar.